# Gusau
Gusau is het bestuurlijk centrum van de noordwestelijke Nigeriaanse staat Zamfara. Bij de volkstelling van 1991 had het 132.393 inwoners. In 2006 werd het aantal geschat op meer dan 200.000.
De stad ligt aan de rivier Sokoto. Begin oktober 2006 brak de belangrijkste stuwdam voor de watervoorziening van de stad door na hevige regenval en zorgde voor een groot aantal doden in de buurt van de stad.
In 1999 werd de sharia ingevoerd in de stad.